# 肯顿 (俄亥俄州)
肯顿（英語：Kenton）是美国俄亥俄州哈丁县一个城市，是哈丁县的县城，位于俄亥俄州中西部。2010年人口普查时的人口为8,262人。 这个城市被命名为肯塔基州和俄亥俄州的拓荒者西蒙·肯顿。

## 历史
1845年，肯顿成为一个建制村; 它于1886年成为一个城市。这个城市以拓荒者西蒙·肯顿（Simon Kenton）命名。
城市开始作为农业贸易中心，然后在十九世纪晚期发展美国那时代普遍的工业。 从1890年到1952年，肯顿是肯顿五金公司的总部，锁具、铸铁玩具和非常受欢迎的吉恩·奥特里玩具帽枪的厂家。